# NGC 6371
NGC 6371 је спирална галаксија у сазвежђу Херкул која се налази на NGC листи објеката дубоког неба.
Деклинација објекта је + 26° 30' 18" а ректасцензија 17h 27m 20,6s. Привидна величина (магнитуда) објекта NGC 6371 износи 14,3 а фотографска магнитуда 15,2. NGC 6371 је још познат и под ознакама MCG 4-41-12, CGCG 140-27, PGC 60322.